# صبح دریایی
صبح دریایی اصطلاحی است که بیشتر در علوم نظامی به‌کار برده می‌شود و عبارت از مرحله‌ای است که در خلال آن خورشید از ۱۲ درجه زیر افق به طلوع خورشید تغییر مکان می‌دهد.افق احتمالاً در این مرحله قابل تشخیص نیست٬ اما برجستگی‌های زمین ممکن است قابل دیدن باشد.میزان دید در این مرحله ۳۶۵ متر است و روشنایی کافی برای عملیات نظامی وجود دارد.